# Establet
 Establet  là một xã thuộc tỉnh Drôme trong vùng Auvergne-Rhône-Alpes in the Auvergne-Rhône-Alpes region đông nam nước Pháp. Xã Establet nằm ở khu vực có độ cao từ 632-1400 mét trên mực nước biển.